# Adolf Freiherr von Hammerstein-Loxten
Adolf Hermann Freiherr von Hammerstein-Loxten (* 25. August 1868 in Frankfurt (Oder); † 5. September 1939 in Hameln) war ein deutscher Grundbesitzer, Staatsbeamter und Politiker (DHP, CSVD).

## Leben
Adolf Freiherr von Hammerstein-Loxten, der evangelisch-lutherischen Kirche zugehörig, gehörte dem westfälischen Uradel an. Seine Eltern waren der preußische General der Infanterie Ludwig von Hammerstein-Loxten, Besitzer des Ritterguts Loxten und dessen Ehefrau Marie, geb. von Hinüber.
Nach dem Besuch von Gymnasien in Frankfurt (ab 1877), Berlin (ab Januar 1880) und zuletzt ab Herbst 1884 in Potsdam, wo er auch im März 1887 die Reifeprüfung ablegte, studierte er Rechts und Staatswissenschaften in Berlin (1888), Marburg (1888–1889), München (1889) und Göttingen (1889–1890). In Marburg absolvierte er auch vom 1. August 1888 bis zum 3. März 1889 beim Hessischen Jäger-Bataillon Nr. 11 seinen Militärdienst.
Nach Ablegung der ersten juristischen Prüfung beim Oberlandesgericht Celle am 21. November 1890, im Dezember zum Gerichtsreferendar ernannt (Vereidigung am 12. Januar 1891), setzte er seine Ausbildung von Januar 1891 bis März 1892 am Landgericht Gifhorn und nachfolgend dem Landgericht Hannover fort, unterbrochen von einem weiteren Militärdienst von März bis Juni 1891 beim Garde-Jäger-Bataillon in Potsdam (16. Februar 1892 Secondelieutnant, 20. November 1901 Oberleutnant der Reserve). Ab März 1893 bei dem Hannoveraner Notar und Rechtsanwalt Reichert beschäftigt, wechselte von Hammerstein-Loxten unter Ernennung zum Regierungsreferendar am 20. Juli 1893 in die preußische Verwaltung des Innern. Bei der Königlich Preußischen Regierung in Hannover gehörte er bis zum Januar 1896 dem Bezirksausschuss an. Im Weiteren wurde er seitens seines Dienstherren von Mai 1894 bis März 1895 zur Beschäftigung an das Landratsamt in Gifhorn überwiesen. Von November 1895 bis Januar 1896 war er bei der Stadtverwaltung Linden tätig, bevor er ab dem 12. Juni 1896 als Hilfsarbeiter an das Landratsamt Münster wechselte. Während seiner dortigen Beschäftigung legte er am 21. November 1896 die Prüfung für den Höheren Verwaltungsdienst mit nachfolgender Ernennung zum Regierungsassessor ab.
1897 ließ sich von Hammerstein-Loxten vom 1. April bis zum 1. Oktober beurlauben, um eine Ausbildung in der praktischen Landwirtschaft auf der Domäne Barby wahrzunehmen. Als Hilfsarbeiter nahm er dann am 3. Oktober seine Beschäftigung in der preußischen Verwaltung beim Landratsamt in Linden wieder auf. Von dort wechselte er am 14. Dezember 1899 erneut an die Regierung in Hannover (Polizeidezernat) und am 11. Oktober 1900 an die Regierung in Schleswig (Schuldezernat).
Von Norddeutschland wechselte er schließlich in der Nachfolge des zum 1. Mai 1903 auf eigenes Ersuchen in den Ruhestand getretenen Landrates Kreises Bernkastel, Ferdinand Rintelen an die Mosel. Zunächst kommissarisch am 26. März 1903 mit der Verwaltung des Kreises betraut (Dienstantritt am 15. April), seine definitive Ernennung folgte am 30. November, bekleidete von Hammerstein-Loxten das Amt des dortigen Landrats bis November 1910. Von 1905 bis 1911 war er auch Abgeordneter im Provinziallandtag der Rheinprovinz.
Im November 1910 erhielt von Hammerstein-Loxten die Berufung als Hilfsarbeiter an das Preußische Ministerium für Landwirtschaft, Domänen und Forsten in Berlin. Dort am 4. März 1911 zum Vortragenden Rat mit der Charakterisierung als Geheimer Regierungsrat ernannt und 1917 zum Ministerialdirektor befördert, trat er zum 1. Februar 1919 in den Ruhestand. Anschließend bewirtschaftete er seine Besitzungen in Loxten und Wormsthal.
1914 nahm er als Hauptmann der Reserve im Garde-Jäger-Bataillon am Ersten Weltkrieg teil.
Während der Weimarer Republik gehörte Hammerstein-Loxten vier Jahre lang dem Reichstag in Berlin an, von 1928 bis 1930 als Abgeordneter der Deutsch-Hannoverschen Partei (DHP) für den Wahlkreis 16 (Südhannover-Braunschweig) und von 1930 bis 1932 aufgrund eines Reichswahlvorschlags als Hospitant des Christlich-Sozialen Volksdienstes (CSVD).
Von 1921 bis 1932 war von Hammerstein-Loxten Mitglied des Kurhessischen Kommunallandtags des preußischen Regierungsbezirks Kassel bzw. des Provinziallandtages der preußischen Provinz Hessen-Nassau für den Kreis Grafschaft Schaumburg. Dort war er 1921 Mitglied des Eingabenausschusses, 1922, 1925–1930 und 1932 Mitglied des Hauptausschusses, 1923 Mitglied des Rechnungsprüfungsausschusses (Hessische Arbeitsgemeinschaft, ab 1926 Hessen-Nassauische Arbeitsgemeinschaft).

## Familie
In erster Ehe heiratete er am 1. Dezember 1897 in Köln Henriette Freiin von Oppenheim (geboren am 22. Oktober 1872 in Köln; gestorben am 11. Dezember 1913 in Hamburg), eine Tochter des Bankiers Eduard von Oppenheim und dessen Ehefrau Amalie, geb. Heuser verheiratet. Die Ehe wurde am 9. Juni 1906 geschieden. In zweiter Ehe heiratete er am 8. August 1914 in Berlin Carola von Alten (geboren am 13. August 1872 in Dassel; gestorben am 26. März 1952 in Wormsthal), eine Tochter des fürstlich schaumburg-lippischen Kammerherrn und Hofmarschalls Ernst von Alten und dessen Ehefrau Franziska, geb. Freiin Knigge. Die Tochter Erika Freiin von Hammerstein-Loxten († 20. Juli 1964) war mit dem FDP-M.d.B Hans Albrecht Freiherr von Rechenberg verheiratet.